# Liste bedeutender Seeunfälle 1901–1910
Diese Liste schwerer Seeunfälle 1901–1910 verzeichnet Unfälle der Seeschifffahrt mit Toten oder hohen Sachschäden im ersten Jahrzehnt des 20. Jahrhunderts.

## Liste
| Datum                    | Name                      | Tote  | Hergang |
| ------------------------ | ------------------------- | ----- | --- |
| 22. Februar 1901         | City of Rio de Janeiro    | 138   | Der amerikanische Passagierdampfer geriet in der Bucht von San Francisco in dichten Nebel und streifte einen Unterwasserfelsen, der den gesamten Rumpf des Schiffes aufriss. Er sank innerhalb weniger Minuten. 138 der 220 Menschen an Bord kamen ums Leben. Der Untergang der City of Rio de Janeiro gilt als das bis heute schwerste Schiffsunglück im San Francisco Bay Area, und das Wrack hat den Status eines amerikanischen Kulturdenkmals. |
| 15. August 1901          | Islander                  | 40    | Der kanadische Passagierdampfer Islander, der Passagiere und Fracht auf der Inside Passage an der Westküste der Vereinigten Staaten und Kanadas transportierte, rammte im Lynn Canal südlich von Juneau einen Eisberg. Versuche, das Schiff auf Grund laufen zu lassen, scheiterten. Die Islander sank innerhalb von 15 Minuten, wobei 40 Passagiere und Besatzungsmitglieder ihr Leben verloren. |
| 13. November 1901        | Beauchamp                 | 10    | Bei einem Hilfseinsatz für ein auf dem Barber Strand während eines Orkans gestrandeten Schiffes kenterte das in Caiste stationierte Rettungsboot Beauchamp beim Versuch, in die offene See zu gelangen. Nur zwei der zwölf Besatzungsmitglieder überlebten das Unglück. |
| 6. Mai 1902              | Camorta                   | 739   | Im Mündungsgebiet des Flusses Irrawaddy (Indischer Ozean) geriet das britische Passagierschiff Camorta in einen Zyklon und sank. Das Schiff war mit 739 Passagieren und Besatzungsmitgliedern auf dem Weg nach Rangun (Burma). Es gab keine Überlebenden. |
| 8. Mai 1902              | Roraima                   | 57    | Das kanadische Passagierschiff Roraima lag während des Ausbruchs des Vulkans Mont Pelé im Hafen von Saint-Pierre auf Martinique vor Anker und wurde von der gewaltigen Glutwolke zerstört. 57 der 68 Menschen an Bord kamen ums Leben. |
| 24. Juni 1902            | S 42                      | 5     | In der Elbemündung sank das deutsche Torpedoboot S 42 (145 t) nach einer Kollision mit dem britischen Frachter Firsby. Von den 16 Mann Besatzung des Torpedobootes kamen fünf Mann ums Leben. |
| 20. Juli 1902            | Primus                    | 101   | Auf der Rückfahrt von einer Ausflugsfahrt ins Alte Land kollidierte das Hamburger Fahrgastschiff Primus in der Elbe mit dem Hochseeschlepper Hansa der Hapag, geriet in Brand und sank nach kürzester Zeit. Trotz sofortiger Rettungsmaßnahmen fanden 101 Menschen den Tod. |
| 8. Januar 1904           | Clallam                   | 56    | Das kanadische Dampfschiff geriet in der Juan-de-Fuca-Straße an der Küste des US-Bundesstaats Washington in einen Sturm. Wasser drang in den Rumpf ein und löschte die Feuer in den Kesseln. Das Schiff driftete mehrere Stunden manövrierunfähig dahin und kenterte schließlich vor San Juan Island am Eingang zum Puget Sound. Mehr als die Hälfte der Menschen an Bord kam ums Leben, darunter alle Frauen und Kinder. |
| Anfang März 1904         | Conemaugh                 | 40    | Der belgische Frachter Conemaugh (2.328 BRT) der Red Star Line, mit einer Ladung Zucker auf dem Weg von Honolulu nach Philadelphia, ging aus ungeklärten Gründen vor Kap Hoorn verloren. Sowohl der genaue Untergangsort als auch der Zeitpunkt (vermutlich Anfang März 1904?) sind nicht bekannt. Letzter bekannter Aufenthaltsort des Schiffes war Coronel (am 28. Februar 1904). Die gesamte Besatzung von 40 Mann verschwand mit dem Frachter. Trümmer oder Leichen wurden nie gefunden. |
| 15. Mai 1904             | Yoshino                   | 319   | Während des russisch-japanischen Krieges geriet die japanische 3. Kreuzerdivision in der Nacht des 14./15. Mai 1904 im Gelben Meer in dichten Nebel und verlor den Zusammenhalt. Gegen 1.30 Uhr rammte dabei der Geschütze Kreuzer Yoshino den Panzerkreuzer Kasuga und kenterte. Mit dem Kreuzer gingen 319 Besatzungsangehörige unter. 107 Überlebende wurden von dem Panzerkreuzer gerettet. Die japanische Admiralität ließ nach dem Unglück die Rammsporne von all ihren Kriegsschiffen entfernen. |
| 15. Juni 1904            | General Slocum            | 1.021 | Der US-amerikanische Raddampfer General Slocum geriet am 15. Juni 1904 auf dem East River (New York) (USA) in Brand und sank. 1.021 Deutschamerikaner kamen bei der Katastrophe ums Leben, vor allem Frauen und Kinder. Bis zu den Terroranschlägen am 11. September 2001 war das die größte zivile Katastrophe in den Vereinigten Staaten. |
| 28. Juni 1904            | Norge                     | 625   | Das dänische Passagierschiff befand sich mit 795 Menschen an Bord auf dem Weg von Kopenhagen nach New York City, als die starke Strömung und Schwierigkeiten mit dem Kompass es vom Kurs abbrachten. Die Norge kollidierte mit einem Riff beim Rockall-Felsen und sank in 20 Minuten. Es gab nur 170 Überlebende. Der Untergang der Norge war das bis dahin größte Schiffsunglück im Nordatlantik. |
| 21. Juli 1905            | Bennington                | 66    | Das US-amerikanische Kanonenboot Bennington (1.710 ts) wurde im Hafen von San Diego durch eine Kesselexplosion schwer beschädigt. Etwa 80 Mann der Besatzung befanden sich auf Landgang. Von den 112 an Bord verbliebenen kamen 66 ums Leben. Alle 46 Überlebenden wurden verletzt. Das Schiff ging zwar nicht verloren, wurde aber wegen der schweren Schäden nicht wieder in Dienst genommen und in den 1920er Jahren selbst versenkt. |
| 12. September 1905       | Mikasa                    | 339   | Nach einem Brand explodierte auf dem japanischen Linienschiff Mikasa (15.200 t) eine Kartuschenkammer sowie ein Torpedo. Infolge der Explosionen sank das Schiff im Hafen von Sasebo. Von den 935 Mann Besatzung kamen 339 Mann ums Leben, und 343 Mann wurden verletzt. Das Schiff wurde später gehoben und 1907 wieder in Dienst gestellt. |
| 17. November 1905        | S 126                     | 33    | In der Kieler Förde sank das deutsche Hochseetorpedoboot S 126 (420 t) nach einer Kollision mit dem deutschen Kleinen Kreuzer Undine. Von den 56 Mann Besatzung des Hochseetorpedobootes kamen 33 Mann ums Leben. |
| 18. November 1905        | Hilda                     | 125   | An der bretonischen Küste näherte sich das britische Dampfschiff Hilda seinem Reiseziel, der Einfahrt in den Hafen von Saint-Malo. Ein schwerer Schneesturm hinderte die Hilda aber daran, in den Hafen einzulaufen. Vor der Insel Cézembre rammte der Dampfer ein Riff, strandete und brach auseinander. Nur sechs Personen konnten aus der aufgewühlten See gerettet werden. |
| 22. Januar 1906          | Valencia                  | 136   | Der amerikanische Passagierdampfer verfehlte bei schwerer See, starken Winden und eingeschränkter Sicht vor Vancouver Island die Einfahrt in die Juan-de-Fuca-Straße und strandete auf einem Riff. Fast alle Rettungsboote kenterten oder wurden fortgespült. Wegen der schlechten Wetterverhältnisse und der aufgewühlten See konnten Rettungsschiffe nichts für die Schiffbrüchigen tun. Nur 37 Personen überlebten, ausschließlich Männer. Es handelte sich um eines der schwersten Schiffsunglücke im pazifischen Nordwesten. |
| 4. August 1906           | Sirio                     | 442   | Der italienische Passagierdampfer befand sich auf dem Weg von Genua nach Buenos Aires, als er vor Cabo de Palos an der Südküste Spaniens ein Riff rammte und kenterte. Mehr als die Hälfte der Passagiere und Besatzungsmitglieder ertrank. Es handelte sich um eine der größten Katastrophen in der Geschichte der zivilen italienischen Dampfschifffahrt. |
| 18. November 1906        | Dix                       | 45    | Die Passagierfähre Dix, die der Puget Sound Mosquito Fleet angehörte, kollidierte zwei Meilen nördlich von Alki Point, dem westlichsten Punkt der Stadt Seattle, mit dem zehnmal größeren Schoner Jeanie. Das Schiff sank fünf Minuten nach dem Zusammenstoß; mehr als die Hälfte der Menschen an Bord starb. Es handelte sich um eines der schwersten Schiffsunglücke im Puget Sound. |
| 16. Dezember 1906        | Prinzessin Victoria Luise | 1     | Durch einen Navigationsfehler strandete das deutsche HAPAG-Kreuzfahrtschiff Prinzessin Victoria Luise vor der Hafeneinfahrt von Kingston (Jamaika) und musste nach der Rettung der Passagiere aufgegeben werden. Der Kapitän erschoss sich an Bord des Havaristen. Die Prinzessin Victoria Luise war das erste als Kreuzfahrtschiff gebaute Passagierschiff und der erste Totalverlust eines Kreuzfahrtschiffes. |
| 11. Februar 1907         | Larchmont                 | 140   | Der Raddampfer Larchmont der amerikanischen Reederei Joy Steamship Line kollidierte vor der Insel Block Island an der Küste des US-Bundesstaats Rhode Island mit dem Segelschiff Harry Knowlton. Der Dampfer wurde fast vollständig durchtrennt, während die Kessel explodierten. Nach 15 Minuten ging die Larchmont unter. Nur 17 Menschen überlebten, darunter nur zwei Frauen. Es war das bis heute schwerste Schiffsunglück im Rhode Island Sound. |
| 21. Februar 1907         | Berlin                    | 168   | Beim Einlaufen in den Hafen von Hoek van Holland wurde das britische Passagierschiff Berlin der Great Eastern Railway vom stürmischen Seegang angehoben und auf den nördlichen Molenkopf gedrückt, wo es beim Ablaufen der Welle aufsaß und in zwei Teile zerbrach. Weitere Wellen rissen zahlreiche Passagiere vom festsitzenden Schiff und zerschlugen alle Rettungsboote. Von den auf dem Heckteil des Schiffes festsitzenden Schiffbrüchigen konnten insgesamt 15 Menschen gerettet werden. |
| 22. Februar 1907         | Imperatrix                | 40    | Der Passagierdampfer Imperatrix, der der größten Reederei Österreich-Ungarns, dem Österreichischen Lloyd, gehörte und sich mit 140 Menschen an Bord auf dem Weg von Triest nach Bombay befand, geriet vor Elafonisi an der Südwestküste von Kreta in einen Sturm, wurde vom Kurs abgelenkt und prallte auf die Klippen. Durch den Untergang kamen 40 Menschen ums Leben. |
| 12. März 1907            | Iéna                      | 118   | Im Hafen von Toulon ereignete sich an Bord des französischen Linienschiffes Iéna (11.668 ts) in den frühen Morgenstunden des 12. März eine Serie verheerender Explosionen. Da das Schiff im Trockendock lag, konnten die Munitionskammern nicht geflutet werden. Das Linienschiff wurde infolgedessen weitgehend zerstört und fiel im Dock um. Auch das in der Nähe liegende Linienschiff Suffren wurde beschädigt. Insgesamt kamen 118 Seeleute ums Leben. Die Iéna wurde in einer aufwendigen Bergungsaktion später wieder aufgerichtet und anschließend zwei Jahre lang repariert. Das Unglück, das durch nicht lagerbeständiges Cellulosenitrat verursacht wurde, führte in Frankreich zum Rücktritt des Marineministers Gaston Thomson und zu einem großen Skandal. |
| 21. Juli 1907            | Columbia                  | 88    | Der amerikanische Passagierdampfer Columbia (2.722 t), der sich mit 251 Menschen an Bord auf dem Weg von San Francisco nach Portland befand, kollidierte bei Shelter Cove in dichtem Nebel mit dem Schoner San Pedro (457 t) und sank innerhalb weniger Minuten. 88 Passagiere und Besatzungsmitglieder starben. Die San Pedro überstand den Zusammenstoß. |
| 13./14. Dezember 1907    | Thomas W. Lawson          | 16    | Auf der Reise von Philadelphia nach London strandete und sank der US-amerikanische Segeltanker und Siebenmastgaffelschoner Thomas W. Lawson während des Versuchs, einen Sturm innerhalb der westlichen Scilly-Inseln abzuwettern, 16 Seeleute und der Lotse kamen ums Leben. Dies war die erste Ölkatastrophe. |
| 30. April 1908           | Matsushima                | 141   | Nach einem Manöver explodierte im Hafen von Makung (Pescadores-Inseln) aus ungeklärten Gründen die Munitionskammer des japanischen Geschützten Kreuzers Matsushima. Das etwa 4.200 ts große Schiff zerbrach in zwei Teile und sank. 141 Seeleute fanden bei dem Unglück den Tod. Etwa 200 Überlebende konnten von Hafenfahrzeugen gerettet werden. |
| 20. September 1908       | Star of Bengal            | 110   | Bei stürmischem Wetter strandete die Bark Star of Bengal an der Küste der Insel Coronation Island an der Südküste Alaskas. Das Schiff lief auf Felsen, zerbrach in drei Teile und sank innerhalb von drei Minuten. Wegen des sehr schlechten Wetters scheiterte der Versuch des Schleppers Hattie Gage, den Menschen auf der Bark in der gefährlichen Situation zu helfen. Nur 27 der insgesamt 137 Menschen an Bord der Star of Bengal überlebten. |
| Oktober 1908             | Neustria                  | 41    | Der Dampfer Neustria (2.926 t) der französischen Reederei Compagnie Francaise de Navigation a Vapeur Cyprien Fabre & Compagnie legte am 27. Oktober 1908 in New York mit Ziel Marseille ab und verschwand auf dem Nordatlantik. |
| 23. Januar 1909          | Republic                  | 6     | Der 15.000 BRT große Passagierdampfer Republic der britischen White Star Line kollidierte vor Nantucket im dichten Nebel mit dem kleinen italienischen Dampfer Florida. Sechs Menschen starben. Die Florida hielt sich trotz Beschädigungen über Wasser, die Republic dagegen ging 36 Stunden nach der Kollision unter. Die Rettung der Passagiere der beiden Schiffe durch die Baltic war einer der größten auf See durchgeführten Personentransfers der Geschichte. |
| 12. Februar 1909         | Penguin                   | 72    | Der neuseeländische Passagierdampfer Penguin prallte bei stürmischer See und völliger Dunkelheit in der Cookstraße am Eingang zum Wellington Harbour auf einen Unterwasserfelsen und sank. Durch heftige Kesselexplosionen wurde das Schiff auseinandergerissen. Nur 30 Passagiere und Besatzungsmitglieder überlebten, darunter nur eine Frau. |
| 10. Juni 1909            | Slavonia                  | 0     | Auf dem Weg von New York nach Triest (Österreich-Ungarn) strandete der 10.606 BRT große Cunard-Dampfer Slavonia im dichten Nebel an der Azoreninsel Flores. Die Slavonia war das erste Schiff in der Geschichte, das nach Schiffbruch einen SOS-Notruf aussendete. Alle ca. 400 Passagiere an Bord wurden von der Prinzess Irene des Norddeutschen Lloyd und dem HAPAG-Dampfer Batavia übernommen. Niemand kam zu Schaden. |
| 26./29. Juli 1909        | Waratah                   | 211   | Das Dampfschiff Waratah verschwand auf der Reise von Durban nach Kapstadt. 211 Menschen kamen auf ihr ums Leben. Bis heute konnte das Wrack nicht entdeckt werden. |
| 14. November 1909        | La Seyne                  | 101   | 26 Seemeilen vor Singapur kam es im Nebel zur Kollision der Passagierschiffe La Seyne der Messageries Maritimes und Onda der British India Steam Navigation Company. Die La Seyne, die an der Backbordseite getroffen wurde, sank innerhalb weniger Minuten. Von 162 Passagieren und Besatzungsmitgliedern kamen 101 ums Leben. |
| 2. Dezember 1909         | Vegesack                  | 7     | Nach der Übernahme von insgesamt neun Schiffbrüchigen von zwei in der Außenjade gestrandeten Küstensegelschiffen gelang es der Besatzung des in Hooksiel stationierten Ruderrettungsbootes Vegesack in schwerem Sturm nicht, in den Heimathafen zurückzukehren, sondern zwang sie, die Bake Minsener Oog anzusteuern. Bei der Sturmfahrt kamen sechs bereits gerettete Schiffbrüchige sowie ein Rettungsmann ums Leben. Zusammen mit dem Unfall der Adolph Bermpohl im Februar 1967 ist dieses Unglück bis heute das schwerste in der Geschichte der Deutschen Gesellschaft zur Rettung Schiffbrüchiger. |
| 3. Dezember 1909         | Ellan Vannin              | 36    | Der britische Passagierdampfer Ellan Vannin sank in der Mersey Bar am Eingang zum Hafen von Liverpool in einem schweren Sturm. Von den 15 Passagieren und 21 Besatzungsmitgliedern konnte niemand gerettet werden. |
| nach dem 10. Januar 1910 | Loodiana                  | 175   | Das britische Passagierschiff Loodiana wurde seit der Abfahrt aus Port Louis (Mauritius) am 10. Januar 1910 auf der Überfahrt nach Colombo (Ceylon) mit 175 Menschen an Bord im Indischen Ozean vermisst. |
| 10. Februar 1910         | Général Chanzy            | 155   | Der französische Passagierdampfer befand sich auf dem Weg von Marseille nach Algier, als er vor Menorca durch heftige Sturmböen auf ein Riff geschleudert wurde. Die Kessel explodierten, das Schiff brach dadurch auseinander und sank. Nur einer der 156 Menschen an Bord überlebte. |
| 31. März 1910            | Pericles                  | 0     | Die Pericles (10.925 BRT), das zu dem Zeitpunkt größte britische Passagierschiff im Australien-Service, lief mit 401 Passagieren und Besatzungsmitgliedern an Bord vor der Küste von Western Australia auf einen bis dahin unbekannten Felsen. Das Schiff sank innerhalb von zweieinhalb Stunden. Aufgrund der verhältnismäßig günstigen Verhältnisse konnten alle Menschen an Bord gerettet werden. Das Wrack wurde erst in den 1950er Jahren entdeckt. |
| 23. Oktober 1910         | Lisboa                    | 7     | Auf ihrer zweiten Fahrt lief die portugiesische Lisboa am 23. Oktober 1910 auf das Soldier Reef nahe Paternoster Point – etwa 160 Kilometer nördlich von Kapstadt. Von den 250 Passagieren und 50 Besatzungsmitgliedern starben drei Passagiere und vier Mitglieder der Besatzung. |
| 6. November 1910         | Preußen                   | 0     | Die Preußen kollidierte im Ärmelkanal mit dem britischen Dampfer Brighton, der vorschriftswidrig ihren Kurs kreuzte. Als man sie mit drei Schleppern in den Hafen von Dover bringen wollte, brachen die Trossen wegen aufkommenden Sturms. Vergeblich versuchte die Besatzung das Schiff freizusegeln. Es strandete auf den Klippen vor dem rettenden Hafen. |